# Edmondo Toccaceli
Edmondo Toccaceli (Roma, 16 ottobre 1913 – Roma, 3 febbraio 1980) è stato un ciclista su strada italiano, attivo come dilettante e indipendente dal 1932 al 1942. Era fratello maggiore di Quirino Toccaceli.

## Carriera
Nel 1935 tra i dilettanti con la maglia dell'A.S. Roma fu terzo nella Tre Valli Varesine dietro al compagno Pietro Chiappini e a Ercole Rigamonti. Nel 1937 corse per la S.S. Parioli e prese parte al Giro d'Italia; nella "Corsa rosa" fu quarto nella seconda frazione dell'ottava tappa, da Rieti a Roma, ma non concluse la gara, ritirandosi nella seconda frazione dell'undicesima tappa.

## Palmarès
- 1934 (dilettanti)

Coppa Gino Pennacchi
- 1935 (dilettanti)

Gran Premio Flaminio
Trofeo S.T.I.M.
- 1937 (S.S. Parioli)

Coppa Nino Ilari

## Piazzamenti

### Grandi Giri
- Giro d'Italia

1937: ritirato (11ª tappa, 2ª semitappa)